# Törésvonal (film, 2015)
A Törésvonal (eredeti cím: San Andreas) 2015-ös amerikai katasztrófafilm, amelyet Brad Peyton rendezett. A szereplők Dwayne Johnson, Carla Gugino, Alexandra Daddario, Hugo Johnstone-Burt, Art Parkinson, Ioan Gruffudd, Archie Panjabi és Paul Giamatti.
Az Amerikai Egyesült Államokban 2015. május 29-én mutatták be, Magyarországon hat nappal később szinkronizálva, június 4-én az InterCom forgalmazásában.
A film forgatását 2014. április 22-én kezdték el Ausztráliában, majd folytatták július 27-én San Franciscóban. A filmet világszerte 2D és 3D-ben mutatták be. A film nagyrészt vegyes értékeléseket kapott a kritikusoktól. A Metacritic oldalán a film értékelése 43% a 100-ból, ami 42 véleményen alapul. A Rotten Tomatoeson a Törésvonal 50%-os minősítést kapott, 175 értékelés alapján.

## Rövid történet
Egy kaliforniai földrengést követően egy mentőhelikopter-pilóta veszélyes utat tesz meg volt feleségével az államon keresztül, hogy megmentse a lányukat.

## Cselekmény
|  | Alább a cselekmény részletei következnek! |

A Los Angeles-i tűzoltóság légimentő-pilótája, Raymond "Ray" Gaines (Dwayne Johnson) épp válófélben van  feleségétől, Emmától (Carla Gugino), és San Franciscóba készül utazni közös lányukkal, Blake-kel (Alexandra Daddario). Eközben a Caltech szeizmológusa, Lawrence Hayes (Paul Giamatti) és kollégája, Dr. Kim Park (Will Yun Lee) a Hoover-gátnál tartózkodnak, ahol kisrengéseket észleltek a legújabb előrejelző modelljükkel. Egyre erősebb rezgéseket tapasztalnak, végül a 7,1-es erősségű földrengés során a gát megreped, majd összeomlik, s Park életét veszti. A rengés után Raynek mentőakciót kell vezetnie Nevadában, így kénytelen lemondani a közös útjukat a lányával.
Ray hamarosan megtudja, hogy Emma összeköltözik új barátjával, Daniel Riddickkel (Ioan Gruffudd), aki felajánlja, hogy elviszi Blaket San Franciscóba. Hayes felfedezi, hogy a Szent András-törésvonal elmozdult, ami hamarosan nagy földrengést fog okozni, rengeteg várost dönt romba a törésvonal mentén. Emma ebédelni megy Daniel nővérével, Susannal (Kylie Minogue), csakhogy hirtelen egy 9,1-es erősségű földrengés kezdi el pusztítani a várost. Raynek sikerül megmentenie Emmát az összeomló épületből, ám alig élik túl a majdnem rájuk dőlő romokat a helikopteren.
San Franciscóban Daniel elviszi Blake-et az irodájába, ahol a lány megismerkedik egy Angliából érkezett fiatal mérnökkel, Bennel (Hugo Johnstone-Burt), aki állásinterjúra érkezett a városba öccsével, Ollie-val (Art Parkinson). Ahogy Daniel és Blake autóval elhagyják az épület parkolóját, újabb rengéshullámok következtében a parkoló földémje beszakad, s autójuk a romok alá szorul. Daniel otthagyja az autóba szorult Blake-et és elmenekül, s hamarosan Ben és Ollie segítenek a lányon. Együttesen találnak egy működőképes telefont, és felhívják Emmát és Rayt, akik azonnal San Franciscóba repülnek, hogy megmentsék.

## Szereplők
| Színész                   | Szereplő             | Magyar hang     |
| ------------------------- | -------------------- | --------------- |
| Dwayne "The Rock" Johnson | Raymond "Ray" Gaines | Galambos Péter  |
| Carla Gugino              | Emma Gaines          | Györgyi Anna    |
| Alexandra Daddario        | Blake Gaines         | Györfi Anna     |
| Ioan Gruffudd             | Daniel Riddick       | Barát Attila    |
| Paul Giamatti             | Dr. Lawrence Hayes   | Józsa Imre      |
| Hugo Johnstone-Burt       | Ben Taylor           | Markovics Tamás |
| Art Parkinson             | Ollie Taylor         | Nagy Gereben    |
| Archie Panjabi            | Serena Johnson       | Kelemen Kata    |
| Kylie Minogue             | Susan Riddick        | Agócs Judit     |

További magyar hangok: Szatory Dávid, Renácz Zoltán, Pál András, Kardos Róbert, Orosz Ákos, Molnár Ilona, Tarr Judit,
 Zsurzs Kati, Cs. Németh Lajos, Holl Nándor, Bor László, Bognár Tamás, Bordás János, Czifra Krisztina, Fehérváry Márton, Gyarmati Laura,
 Kis-Kovács Luca, Lipcsey Bori, Martin Adél, Mesterházy Gyula, Suhajda Dániel, Pupos Tímea, Németh Attila